# Anita Braunegger
Anita Braunegger coniugata Gstrein (26 giugno 1965) è un'ex sciatrice alpina austriaca.

## Biografia
Anita Braunegger debuttò in campo internazionale in occasione dei Mondiali juniores di Auron 1982, dove si classificò 15ª nella discesa libera, e ai Campionati austriaci 1984 vinse la medaglia di bronzo nella combinata; non prese parte a rassegne olimpiche né ottenne piazzamenti in Coppa del Mondo o ai Campionati mondiali. È madre di Fabio Gstrein, a sua volta sciatore alpino.

## Palmarès

### Campionati austriaci
- 1 medaglia[1]:
  - 1 bronzo (combinata nel 1984)